# 지저스 캠프
지저스 캠프(Jesus Camp)는 미국에서 제작된 레이첼 그레디 감독의 2006년 다큐멘터리 영화이다. 벡키 피셔 등이 주연으로 출연하였고 헤이디 에윙 등이 제작에 참여하였다.

## 출연

### 주연
- 벡키 피셔
- 마이크 패팬토니오

## 제작진
- 프로듀서: 라이언 해링턴